# Malaba (Kenya)
Pour les articles homonymes, voir Malaba.
Malaba est une ville à la frontière entre le Kenya et l'Ouganda. Elle est séparée de la localité éponyme ougandaise par la rivière frontière Malaba.
Elle est située le long de la ligne de chemin de fer Mombasa-Nairobi-Tororo et de la route transafricaine A8 par où environ 700 camions traversent quotidiennement la frontière.